# منطقة التجارة الحرة الثلاثية

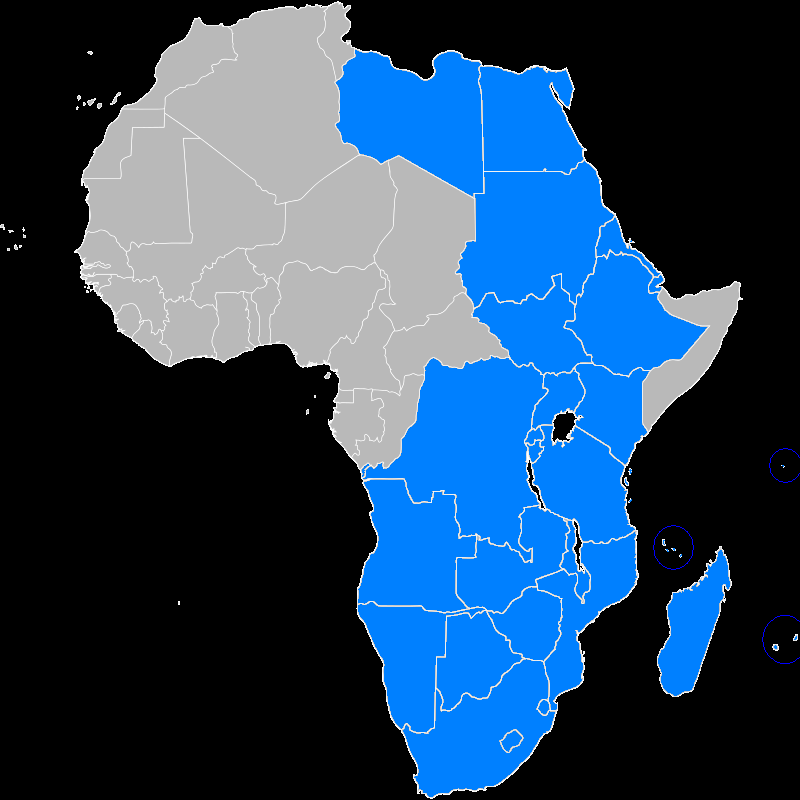

منطقة التجارة الحرة الثلاثية (TFTA) هي اتفاقية مقترحة للتجارة الحرة في أفريقيا بين تكتلات كوميسا ومجموعة التنمية لأفريقيا الجنوبية ومجموعة شرق أفريقيا.

## تاريخ
تعود فكرة التكامل والاندماج بين التجمعات الاقتصادية الأفريقية إلى خطة عمل لاجوس سنة 1980، ومعاهدة أبوجا سنة 1991، بهدف إنشاء المجموعة الاقتصادية الأفريقية، والتي تم على أثرها الترشيد في تواجد التجمعات الأفريقية القائمة بالفعل.
وبدأت في عام 2005، الإرهاصات الأولى بين التجمعات الاقتصادية الثلاثة من أجل بحث سبل تعزيز الاندماج الاقتصادي والتجاري فيما بينهم، وخاصة بالنسبة لمجالات التجارة، الجمارك، تنمية البنية التحتية والصناعة، وما إلى غير ذلك من مجالات للتعاون المشترك.
تم توقيع الاتفاقية في مصر يون 10 يونيو 2015 من قبل الدول المبينة أدناه في الجدول (في انتظار التصديق عليها من قبل البرلمانات الوطنية).
في قمة الاتحاد الأفريقي الخامسة والعشرين في جوهانسبرغ بجنوب إفريقيا المنعقدة في 15 يونيو 2015، تم إطلاق مفاوضات لإنشاء منطقة أفريقية قارية للتجارة الحرة بحلول عام 2017 ، وكان من المأمول أن تكون جميع الدول الأعضاء 54 في الاتحاد الإفريقي مندمجة في منطقة التجارة الحرة.
| البلد                       | منطقة التجارة الحالية |
| --------------------------- | --------------------- |
| أنغولا                      | SADC                  |
| بوتسوانا                    | SADC                  |
| بوروندي                     | كوميسا & EAC          |
| جزر القمر                   | كوميسا                |
| جيبوتي                      | كوميسا                |
| جمهورية الكونغو الديمقراطية | كوميسا & SADC         |
| مصر                         | كوميسا                |
| إريتريا                     | كوميسا                |
| إثيوبيا                     | كوميسا                |
| كينيا                       | كوميسا & EAC          |
| ليسوتو                      | SADC                  |
| ليبيا                       | كوميسا                |
| مدغشقر                      | كوميسا & SADC         |
| مالاوي                      | كوميسا & SADC         |
| موريشيوس                    | كوميسا & SADC         |
| موزمبيق                     | SADC                  |
| ناميبيا                     | SADC                  |
| رواندا                      | كوميسا & EAC          |
| سيشل                        | كوميسا & SADC         |
| جنوب أفريقيا                | SADC                  |
| جنوب السودان                | EAC                   |
| السودان                     | كوميسا                |
| إسواتيني                    | كوميسا & SADC         |
| تنزانيا                     | SADC & EAC            |
| أوغندا                      | كوميسا & EAC          |
| زامبيا                      | كوميسا & SADC         |
| زيمبابوي                    | كوميسا & SADC         |